# Ingemar Svensson (roddare)
Karl Ingemar Svensson, född 21 mars 1929 i Falkenberg, död 6 april 2004 i Falkenberg, var en svensk roddare. Han tävlade för Falkenbergs RK.
Svensson tävlade i tvåa med styrman för Sverige vid olympiska sommarspelen 1952 i Helsingfors.
Hans son, Hans Svensson, är också roddare.